# Jacques Triger

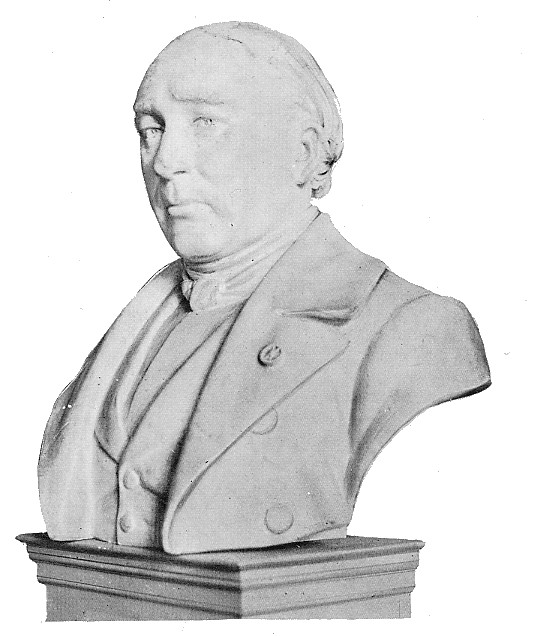
Bust de Jacques Triger al Musée Vert du Mans (França)

Jacques Triger (Mamers (Sarthe), 10 de març del 1801 - París, 16 de desembre del 1867) va ser un enginyer geòleg francès. De vegades anomenat Jules per confusió amb el seu germà, el seu cognom apareix a la llista dels 72 noms inscrits a la Torre Eiffel.

## Biografia
Va estudiar primer a La Flèche i a París on es trobà amb el geòleg Louis Cordier el 1825. Als 32 anys,junt amb administradors de renom, inicià noves indústries a Sarthe i Mayenne incloent l'explotació de mines de carbó pel procediment Triger.
També va fer recerca en geologia, com l'elaboració del mapa geològic de Sarthe i en paleontologia, formant part del primer equip que va excavar el jaciment de Roc-en-Paille (Chalonnes-sur-Loire, Maine-et-Loire). Morí a París el 1867, en el transcurs d'una reunió de la Société Géologique de France.

### Homenatges
- Oficial de la Legió d'Honor el 1844
- Gran premi de mecànica de l'Institut de France el 1852